# Bigo Bay
La Bigo Bay (Baia di Bigo), centrata alle coordinate (65°43′S 64°30′W), è una baia lunga circa 15 km e larga 11, situata sulla costa di Graham, nella parte occidentale della Terra di Graham, in Antartide. La baia è delimitata da capo Garcia e dalla stretta penisola di Magnier ed è sormontata dai picchi Magnier e dalla dorsale Lisiya.
Nella baia, o comunque nelle cale presenti sulle sue coste, si gettano diversi ghiacciai: il Comrie, il Kolosh e il Nesla.

## Storia
La Bigo Bay è stata scoperta dalla prima spedizione antartica francese al comando di Jean-Baptiste Charcot, 1903-05, che però la mappò come parte meridionale della baia di Leroux. La spedizione britannica nella Terra di Graham, 1934-37, al comando di John Rymill, determinò invece che la penisola sormontata dai picchi di Magnier divideva questo tratto di mare dalla baia Leroux e quindi lo stesso John Rymill ribattezzò la baia in associazione con il monte Bigo, una montagna all'imboccatura della baia stessa.